# Atlapetes semirufus
Atlapetes semirufus là một loài chim trong họ Emberizidae.